# Acido pimelico
L'acido pimelico (nome IUPAC: acido eptandioico) è un composto organico con formula bruta C7H12O4 e formula condensata HOOC(CH2)5COOH. Appartiene alla classe degli Acidi bicarbossilici, ovvero la sua molecola reca due gruppi carbossilici -COOH.
Si presenta sotto forma di cristalli prismatici poco solubili in acqua. I suoi esteri e i suoi sali vengono chiamati pimelati.

## Sintesi e utilizzi
L'acido pimelico viene sintetizzato facendo reagire il cicloesanone con dietilossalato.
Un'altra sintesi è la reazione in posizione 1 e 4 dei malonati con l'acroleina.
I derivati dell'acido pimelico, in particolare l'acido diamminopimelico, sono coinvolti nella biosintesi della lisina, un amminoacido.